# Eckerö (Schiff)
Die Eckerö ist ein Fährschiff der Eckerö Linjen, die seit dem 15. Februar 2006 die Häfen von Grisslehamn in Schweden und Eckerö auf Åland verbindet. Zuvor wurde das Schiff von 1979 bis 2005 als Jens Kofoed im Fährverkehr zur Insel Bornholm eingesetzt.

## Geschichte

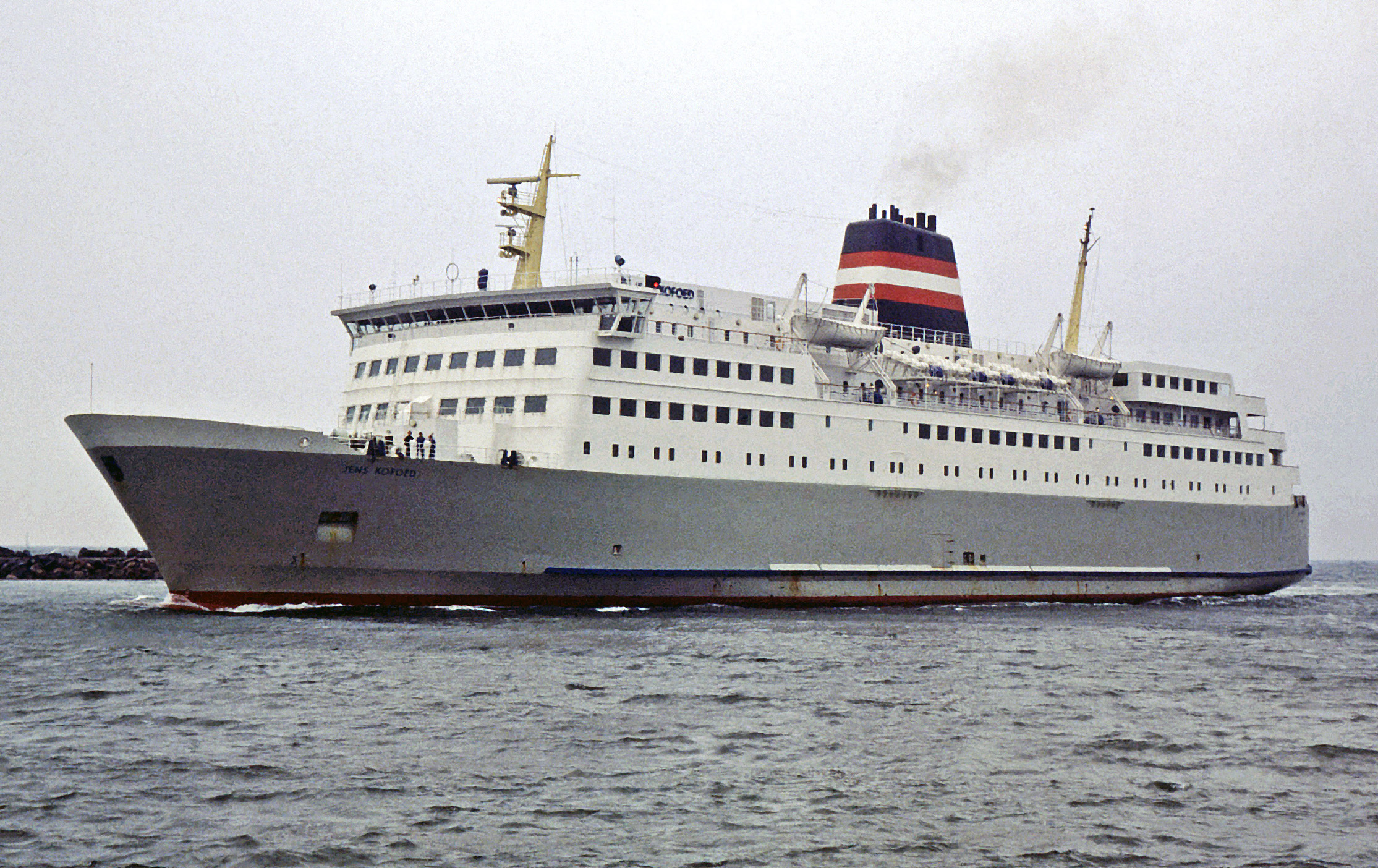
Jens Kofoed 1982 in Rönne

Im November 1976 wurden von Bornholmstrafikken zwei baugleiche Fähren bei der Aalborg Værft in Auftrag gegeben. Der erste Neubau, die Povl Anker verkehrt seit Ende 1978 nach Bornholm. Als zweites Schiff wurde am 1. April 1979 die Jens Kofoed, benannt nach dem gleichnamigen Bornholmer Freiheitskämpfer, an Bornholmstraffiken abgeliefert und kam unter dänischer Flagge mit Heimathafen Rønne in Fahrt. Sie wurde auf den Routen Kopenhagen ↔ Rønne ↔ Ystad in Dienst gestellt. Anfang 2001 wurde die Fähre auf der Gdańska Stocznia "Remontowa" in Danzig umgebaut und war ab März 2001 wieder auf den Routen Kopenhagen ↔ Rønne ↔ Ystad eingesetzt. Die Station Kopenhagen wurde dann am 1. Oktober 2004 durch den verkehrsgünstigeren Fährhafen von Køge ersetzt.
Nachdem die neuen RoPax-Fähren Hammerodde und Dueodde in Auftrag gegeben waren, wurde die Jens Kofoed am 29. Oktober 2004 für 6,375 Mio. Euro an die Rederiaktiebolaget Eckerö verkauft und trat am 28. April 2005 die letzte Reise für Bornholmstrafikken an.
Im Mai 2005 erfolgte in Landskrona die Übergabe an den neuen Eigner und die Umbenennung in Eckerö. Das Schiff fuhr fortan unter finnischer Flagge mit Heimathafen Mariehamn. Im gleichen Jahr wurden bei Remontowa die Eisklasse verstärkt und auf bei der Baltic Shipping Repairs in Tallinn die Decks für das neue Einsatzspektrum umgebaut. Seit dem 15. Februar 2006 verkehrt die Eckerö mehrmals täglich auf der neuen Route Grisslehamn ↔ Eckerö.
Seit Januar 2009 fährt das Schiff unter schwedischer Flagge mit Heimathafen Grisslehamn.

## Ausstattung
- Deck 3: Unteres Fahrzeugdeck für Lastkraftwagen, Busse und hohe Kraftfahrzeuge
- Deck 4: Oberes Fahrzeugdeck für Personenkraftwagen und andere flache Fahrzeuge
- Deck 5: Duty-free-Shop und Kabinen
- Deck 6: Cafeteria, Buffet- und À-la-carte-Restaurant
- Deck 7: Grill-Café und Tanzbar
- Deck 8: Konferenzräume und Bar